# Groupe d'étude et de contrôle des variétés et des semences
Le groupe d'étude et de contrôle des variétés et des semences (GEVES) est un groupement d'intérêt public (GIP) français regroupant le ministère français de l'Agriculture, l'Institut national de la recherche agronomique (INRA) et l'Interprofession des semences (Semae). 
Ses principales missions sont l'expertise de nouvelles variétés et l'analyse des semences et plants.

## Histoire
En 1948, l'Inra développe un dispositif interrégional d’essais, le Service national d’expérimentation, qui deviendra ensuite le GEVES. En 1971, le GEVES est séparé du reste de l'INRA tout en conservant des liens avec son service de Génétique et Amélioration des Plantes. Ce n'est qu'à la suite des réformes de 1985 et 1989 que le GEVES devient un organisme de droit public, un GIP,.
Depuis mars 2012, l'Instance Nationale des Obtentions Végétales (INOV) est intégrée au sein du GEVES. L'INOV remplace l'ancien Comité de la Protection des Obtentions Végétales (CPOV) depuis 2011. L'INOV est chargé d'instruire les demandes de Certificat d'Obtention Végétale.

## Rôle
- Mise en place d'essais demandés par le comité technique permanent de la sélection (CTPS) afin de déterminer si une variété végétale peut être inscrite au catalogue officiel des espèces et variétés,
- Analyse des semences dans les laboratoires de la station nationale d'essais de semences (SNES) afin de les certifier et de voir si elles sont aptes au commerce international.
- Mise à disposition de nombreuses données sur les variétés et les semences [4]. En particulier, les caractéristiques principales des variétés recueillies pour l'inscription aux catalogues des espèces et variétés peuvent être consultées en ligne[5]

## Organisation
Les droits statutaires des membres du GIP GEVES sont les suivants : INRA : 60 %, ministère de l'Agriculture : 20 %, SEMAE : 20 %.
Le nombre de voix attribuées à chacun des membres lors des votes à l'assemblée générale est proportionnel à ces droits statutaires.
Le GEVES est administré par un conseil d'administration dont la composition est fixée dans la convention constitutive du GIP :
- 6 représentants de l'INRAE nommés par le président directeur général de l'INRA ;
- 2 représentants du ministère chargé de l'agriculture nommés par le ministre :
- 2 représentants du SEMAE nommés par le président de SEMAE ;
- le président du Comité technique permanent de la sélection des plantes cultivées (CTPS).